# كارولينا (ألبرتا)
كارولينا (بالإنجليزية: Caroline, Alberta)‏ هي مستوطنة تقع في كندا في ألبرتا. يقدر عدد سكانها بـ 501 نسمة ومساحتها 1.98 كم2 وترتفع عن سطح البحر 1,065 متر.

## أعلام
- ريان راسيل
- كريس راسيل